# 빅토리아 톨스토이
빅토리아 톨스토이(Viktoria Tolstoy, 1974년 7월 29일 ~ )는 스웨덴의 가수이다.